# 厄爾默山
77°35′S 86°09′W / 77.583°S 86.150°W

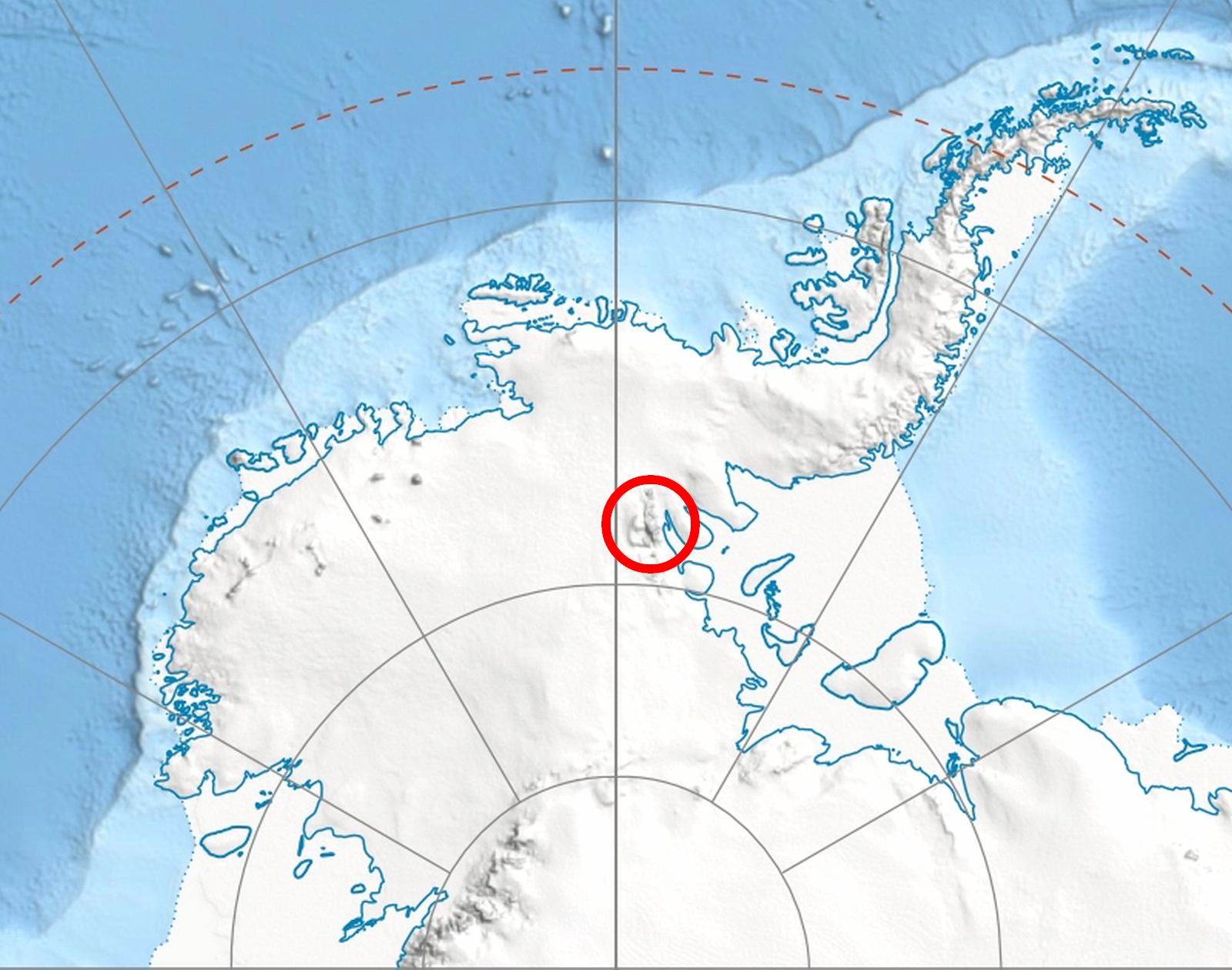

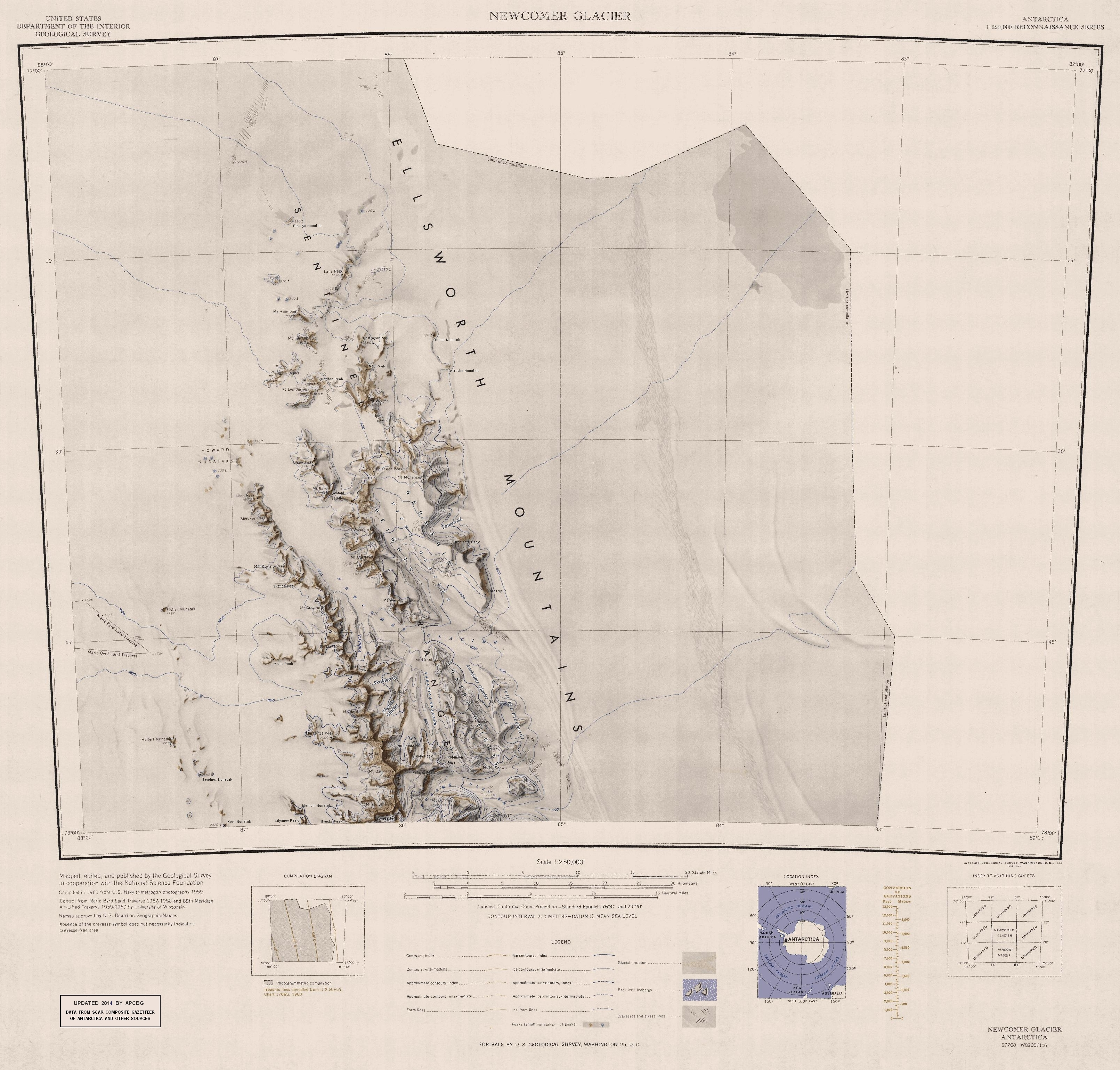

厄爾默山（英語：Mount Ulmer）是南極洲的山峰，位於埃爾斯沃思地，屬於森蒂納爾嶺的一部分，在1935年11月23日由美國探險家發現，現時由南極條約體系管理。